# Pull-up

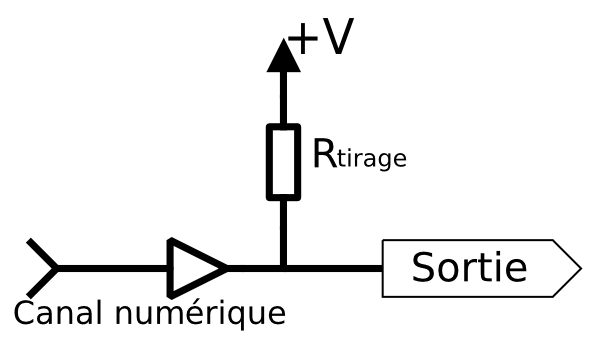
Pull-up resistor

En electrónica se denomina pull-up a la acción de elevar la tensión de salida de un circuito lógico,  a la tensión que, por lo general mediante un divisor de tensión, se pone a la entrada de un amplificador con el fin de desplazar su punto de trabajo.

## Tipos

### Pull-up activo
Es la disposición en la que se usa un transistor para sustituir a la resistencia de polarización en un circuito integrado; su fin es proporcionar baja impedancia de salida sin usar un gran consumo de energía.

### Pull-up pasivo
Es un circuito de salida en el que la corriente de carga para un condensador se obtiene a través de una resistencia.

## Resistencia de polarización
El término es ampliamente utilizado como resistencia pull-up, o resistencia de polarización para indicar a aquella que posee uno de sus terminales al positivo de la fuente de alimentación. Entre sus diferentes usos encontramos los siguientes:
- Polarizaciones, como por ejemplo para los transistores, se conectaría a la alimentación del colector y otro a la salida del mismo.

- Elevación de la tensión de salida para un dispositivo digital.

- Datos: Q1987617